# Maresville
Maresville est une commune française située dans le département du Pas-de-Calais en région Hauts-de-France. Ses habitants sont appelés les Maresvillois. La commune fait partie de la communauté d'agglomération des Deux Baies en Montreuillois.

## Géographie

### Localisation
Localisée dans le sud-ouest du département du Pas-de-Calais, Maresville est une commune, de la vallée de la Dordogne, située, à vol d'oiseau, à 6 km à l'est de la commune d'Étaples (aire d'attraction), à 10 km des plages de la Côte d'Opale et à 7 km au nord-ouest de la commune de Montreuil-sur-Mer (chef-lieu d'arrondissement).
Le territoire de la commune est limitrophe de ceux de trois communes.
Les communes limitrophes sont  Bréxent-Énocq, Longvilliers et Tubersent.

### Géologie et relief
La superficie de la commune est de 2,46 km2 ; son altitude varie de 10  à   86 m.

### Hydrographie
Le territoire de la commune est situé dans le bassin Artois-Picardie.
La commune est traversée par la Dordogne qui se jette dans la Canche à hauteur de Bréxent-Énocq.

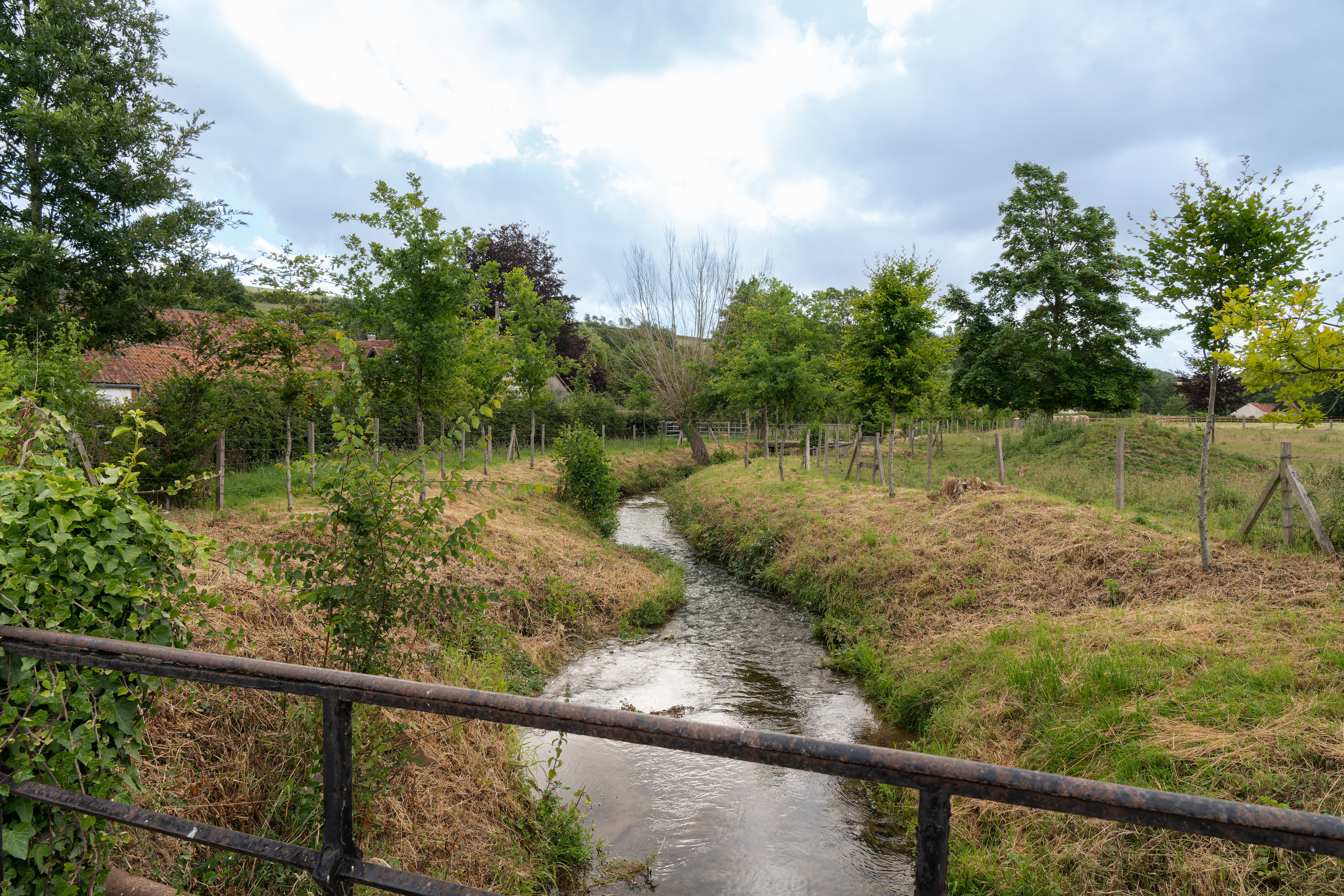

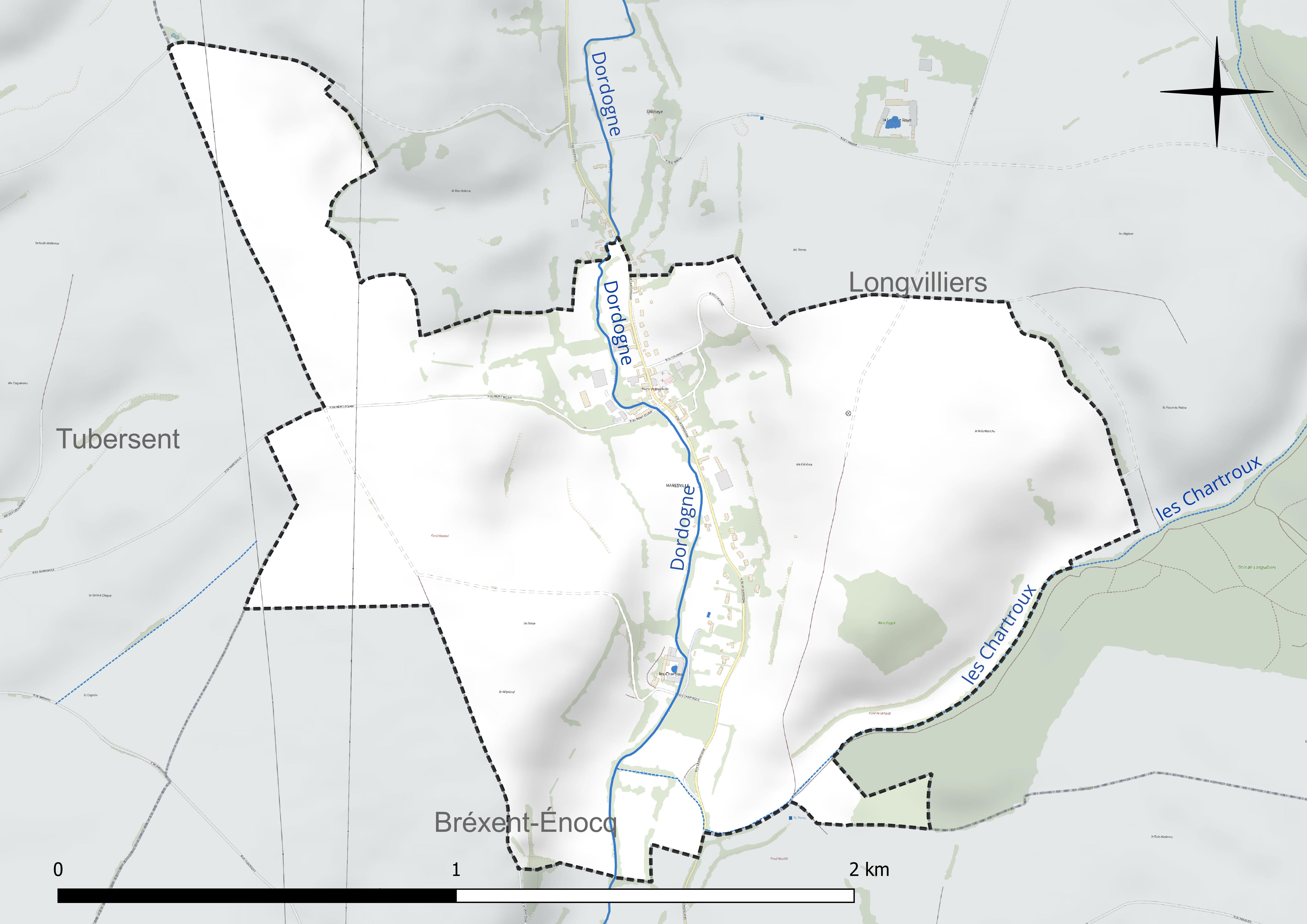
Réseau hydrographique de Maresville.

### Climat
Pour des articles plus généraux, voir Climat des Hauts-de-France et Climat du Pas-de-Calais.
En 2010, le climat de la commune est de type climat océanique franc, selon une étude du CNRS s'appuyant sur une série de données couvrant la période 1971-2000. En 2020, Météo-France publie une typologie des climats de la France métropolitaine dans laquelle la commune est exposée à un climat océanique et est dans la région climatique Côtes de la Manche orientale, caractérisée par un faible ensoleillement (1 550 h/an) ; forte humidité de l’air (plus de 20 h/jour avec humidité relative > 80 % en hiver), vents forts fréquents.
Pour la période 1971-2000, la température annuelle moyenne est de 10,4 °C, avec une amplitude thermique annuelle de 12,6 °C. Le cumul annuel moyen de précipitations est de 767 mm, avec 12,4 jours de précipitations en janvier et 8,6 jours en juillet. Pour la période 1991-2020, la température moyenne annuelle observée sur la station météorologique la plus proche, située sur la commune du Touquet-Paris-Plage à 10 km à vol d'oiseau, est de 11,2 °C et le cumul annuel moyen de précipitations est de 888,8 mm,. Pour l'avenir, les paramètres climatiques de la commune estimés pour 2050 selon différents scénarios d'émission de gaz à effet de serre sont consultables sur un site dédié publié par Météo-France en novembre 2022.

### Paysages
Pour un article plus général, voir Paysage en France.
La commune est située dans le « paysage montreuillois » tel que défini dans l’atlas des paysages de la région Nord-Pas-de-Calais, conçu par la direction régionale de l'Environnement, de l'Aménagement et du Logement (DREAL),. Ce paysage, qui concerne 98 communes, se délimite : à l’Ouest par des falaises qui, avec le recul de la mer, ont donné naissance aux bas-champs ourlées de dunes ; au Nord par la boutonnière du Boulonnais ; au sud par le vaste plateau formé par la vallée de l’Authie, et à l’Est par les paysages du Ternois et de Haut-Artois. Ce paysage régional, avec, dans son axe central, la vallée de la Canche et ses nombreux affluents comme la Course, la Créquoise, la Planquette…, offre une alternance de vallées et de plateaux, appelée « ondulations montreuilloises ». Dans ce paysage, et plus particulièrement sur les plateaux, on cultive la betterave sucrière, le blé et le maïs, et les plateaux entre la Ternoise et la Créquoise sont couverts de vastes massifs forestiers comme la forêt d'Hesdin, les bois de Fressin, Sains-lès-Fressin, Créquy….

### Milieux naturels et biodiversité

#### Zone naturelle d'intérêt écologique, faunistique et floristique
L’inventaire des zones naturelles d'intérêt écologique, faunistique et floristique (ZNIEFF) a pour objectif de réaliser une couverture des zones les plus intéressantes sur le plan écologique, essentiellement dans la perspective d’améliorer la connaissance du patrimoine naturel national et de fournir aux différents décideurs un outil d’aide à la prise en compte de l’environnement dans l’aménagement du territoire.
Le territoire communal comprend  une ZNIEFF de type 1 : le bois de Longvilliers. Ce bois est situé sur le flanc d’une creuse assez importante, aux versants abruptes dans la partie amont, qui s’élargissent ensuite dans les parties moyennes et avals.

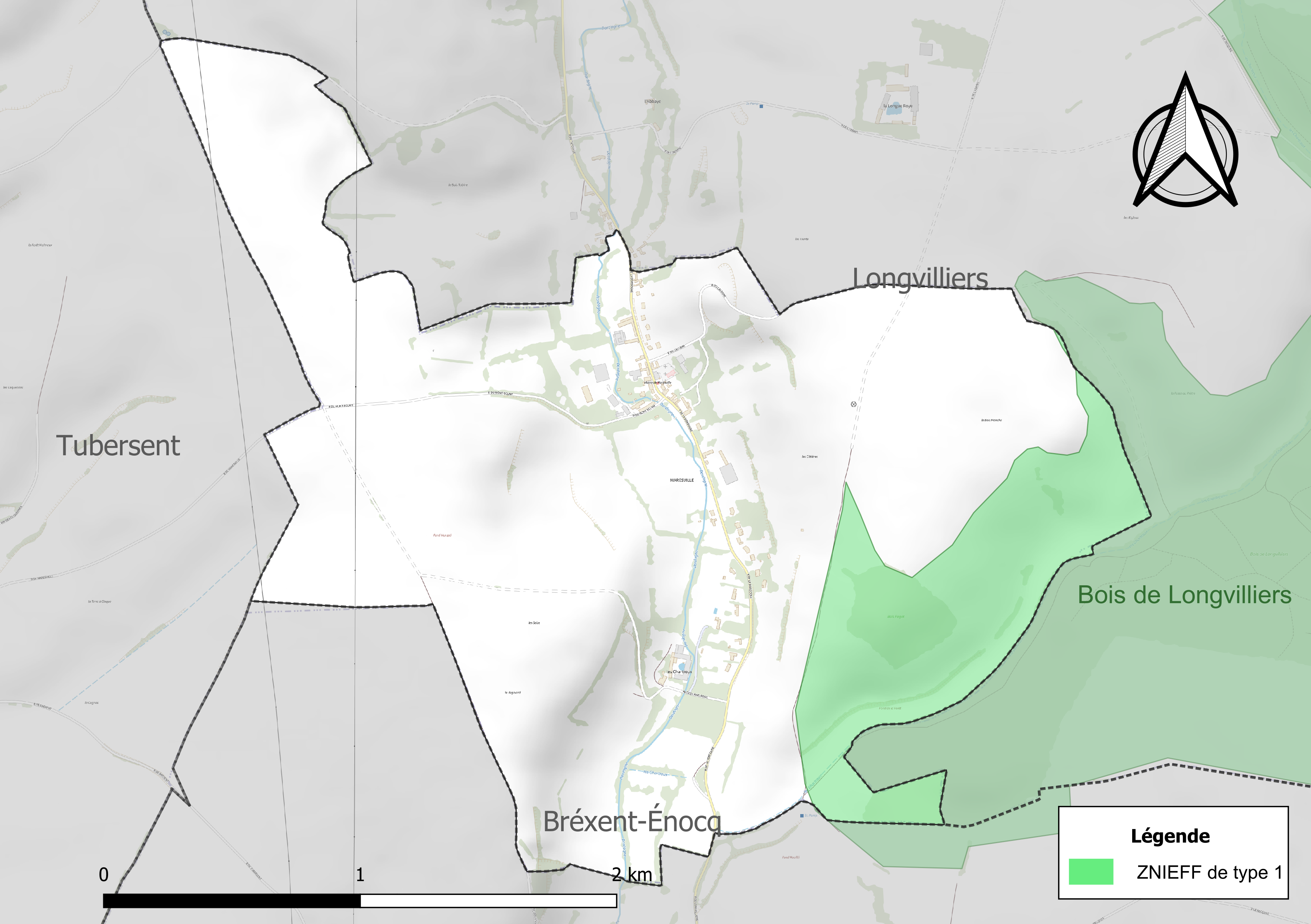
Carte de la ZNIEFF sur la commune.

#### Espèces faunistiques et floristiques
L’Inventaire national du patrimoine naturel (INPN) recense plusieurs espèces faunistiques et floristiques sur le territoire de la commune dont certaines sont protégées et d’autres menacées et quasi-menacées.

## Urbanisme

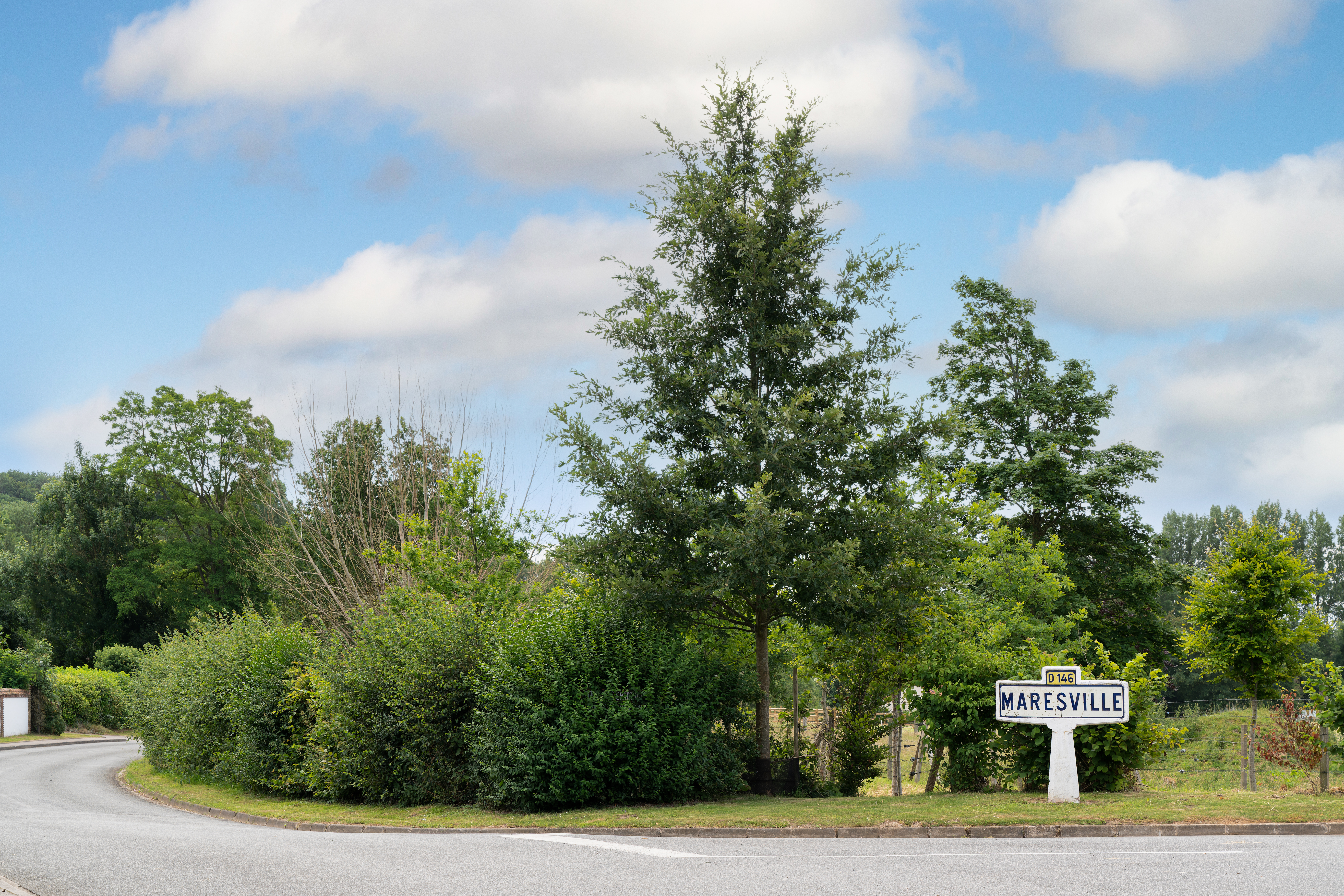
Une entrée de la commune.

### Typologie
Au 1er janvier 2024, Maresville est catégorisée commune rurale à habitat dispersé, selon la nouvelle grille communale de densité à sept niveaux définie par l'Insee en 2022.
Elle est située hors unité urbaine. Par ailleurs la commune fait partie de l'aire d'attraction d'Étaples - Le Touquet-Paris-Plage, dont elle est une commune de la couronne,. Cette aire, qui regroupe 21 communes, est catégorisée dans les aires de moins de 50 000 habitants,.

### Occupation des sols
L'occupation des sols de la commune, telle qu'elle ressort de la base de données européenne d’occupation biophysique des sols Corine Land Cover (CLC), est marquée par l'importance des territoires agricoles (98,6 % en 2018), une proportion identique à celle de 1990 (98,6 %). La répartition détaillée en 2018 est la suivante : 
terres arables (62,1 %), prairies (36,6 %), forêts (1,4 %). L'évolution de l’occupation des sols de la commune et de ses infrastructures peut être observée sur les différentes représentations cartographiques du territoire : la carte de Cassini (XVIIIe siècle), la carte d'état-major (1820-1866) et les cartes ou photos aériennes de l'IGN pour la période actuelle (1950 à aujourd'hui).

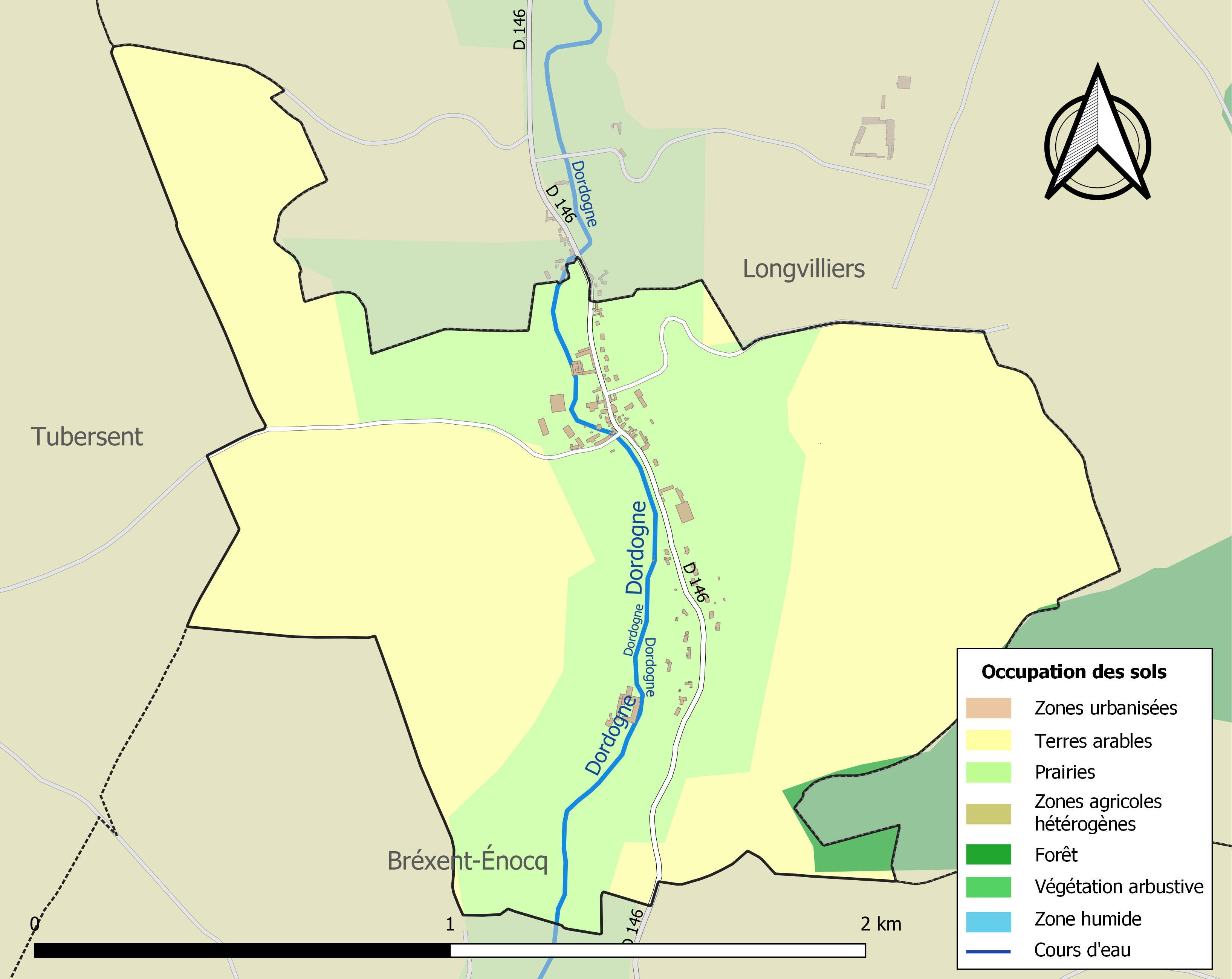
Carte des infrastructures et de l'occupation des sols de la commune en 2018 (CLC).

### Risques naturels et technologiques

#### Risque inondation
À la suite du passage des tempêtes Ciarán, Domingos et Elisa et des inondations et coulées de boue qui se sont produites, la commune est reconnue, par arrêté du 14 novembre 2023, en état de catastrophe naturelle pour inondations et coulées de boue sur la période du 2 au 12 novembre 2023, comme 179 autres communes du département.

## Toponymie
Le nom de la localité est attesté sous les formes Sancta Maria villa (1042), Marie villa (1159), Sainte-Maroieville (1294), Sainte-Maroyeville (1350), Maroyeville (1372), Marouville (vers 1426), Sainte-Maroville (1438), Maroierville (1477), Sainte-Marieuville (1507), Maroiville (1553), Mareville (1739), Maresville (1793), Maréville, Maresville depuis 1801.
Le nom de la commune vient de Sainte-Marie et de villa, « domaine ».

## Histoire
Avant la Révolution française, Maresville est le siège d'une seigneurie. Au XVIIe siècle, elle est détenue par Gaspard Le Machon del Sauch (1624-1684). Il ne semble pas avoir eu sa résidence dans la commune. Fils de Wallerand et de Françoise Bridoul, Gaspard Le Machon del Sauch est seigneur de Maresville. Né à Lille en 1624, bourgeois de Lille le 1er avril 1655, avocat, conseiller au Parlement (sans doute Parlement de Flandres), il meurt en 1684, est enterré à Saint-Nicolas de Bruile à Tournai. Il a épousé Marguerite de Fourmestraux, née à Lille en décembre 1628 (baptisée le 6 décembre 1628), fille de François, bourgeois de Lille et d'Agnès Poulle.
Vers 1720, Jean-François-Guillaume du Retz (1687-1746) est seigneur de Maresville. Fille de Jean du Retz, licencié en droit, bourgeois de Lille et de Marie-Françoise Le Machon del Sauch, il est baptisé à Lille le 11 mars 1687, devient bourgeois de Lille le 24 février 1720, échevin de Lille, nommé le 9 avril 1722 conseiller, juge ordinaire de la gouvernance de Lille, anobli par l'exercice de cette charge pendant 20 ans, meurt à Lille le 4 octobre 1746. Il épouse à Lille le 7 janvier 1720 Marie-Joseph du Bosquiel (1698-1763), fille d'Antoine et de Marie-Françoise Cantaloup. l'épouse est baptisée à Lille le 2 septembre 1698 et y meurt le 28 janvier 1763.

## Politique et administration

### Découpage territorial
La commune se trouve dans l'arrondissement de Montreuil du département du Pas-de-Calais.

#### Commune et intercommunalités
La commune a fait partie, de 1999 à 2016, de la communauté de communes mer et terres d'Opale et, depuis le 1er janvier 2017, elle fait partie de la communauté d'agglomération des Deux Baies en Montreuillois (CA2BM) dont le siège est basé à Montreuil. La communauté d'agglomération regroupe 46 communes et compte 65 760 habitants en 2021.

#### Circonscriptions administratives
La commune faisait partie du canton d'Étaples, depuis la loi du 22 décembre 1789 reprise par la constitution de 1791, qui divise le royaume (la République en septembre 1792), en communes, cantons, districts et départements.
Dans le cadre du redécoupage cantonal de 2014 en France, elle demeure rattachée au canton d'Étaples qui passe de 19 à 15 communes.

#### Circonscriptions électorales
Pour l'élection des députés, la commune fait partie, depuis 1986, de la quatrième circonscription du Pas-de-Calais.

### Élections municipales et communautaires

#### Liste des maires
| Période                                  | Période                    | Identité        | Étiquette | Qualité                         |
| ---------------------------------------- | -------------------------- | --------------- | --------- | ------------------------------- |
| Les données manquantes sont à compléter. |                            |                 |           |                                 |
| mars 2001                                | 2008                       | François Ben    |           |                                 |
| mars 2008                                | 2020                       | Laurent Sagnier |           | Réélu pour le mandat 2014-2020, |
| 5 juillet 2020                           | En cours (au 28 mars 2022) | Maxime Delianne |           | Agriculteur,                    |

## Population et société

### Démographie
Les habitants de la commune sont appelés les Maresvillois.

#### Évolution démographique
L'évolution du nombre d'habitants est connue à travers les recensements de la population effectués dans la commune depuis 1793. Pour les communes de moins de 10 000 habitants, une enquête de recensement portant sur toute la population est réalisée tous les cinq ans, les populations de référence des années intermédiaires étant quant à elles estimées par interpolation ou extrapolation. Pour la commune, le premier recensement exhaustif entrant dans le cadre du nouveau dispositif a été réalisé en 2006.

En 2022, la commune comptait 94 habitants, en évolution de −6,93 % par rapport à 2016 (Pas-de-Calais : −0,72 %, France hors Mayotte : +2,11 %).
| 1793 | 1800 | 1806 | 1821 | 1831 | 1836 | 1841 | 1846 | 1851 |
| ---- | ---- | ---- | ---- | ---- | ---- | ---- | ---- | ---- |
| 122  | 106  | 108  | 125  | 131  | 128  | 129  | 122  | 108  |

| 1856 | 1861 | 1866 | 1872 | 1876 | 1881 | 1886 | 1891 | 1896 |
| ---- | ---- | ---- | ---- | ---- | ---- | ---- | ---- | ---- |
| 112  | 103  | 93   | 97   | 105  | 97   | 98   | 78   | 85   |

| 1901 | 1906 | 1911 | 1921 | 1926 | 1931 | 1936 | 1946 | 1954 |
| ---- | ---- | ---- | ---- | ---- | ---- | ---- | ---- | ---- |
| 91   | 73   | 75   | 72   | 71   | 68   | 71   | 76   | 65   |

| 1962 | 1968 | 1975 | 1982 | 1990 | 1999 | 2006 | 2011 | 2016 |
| ---- | ---- | ---- | ---- | ---- | ---- | ---- | ---- | ---- |
| 76   | 53   | 48   | 72   | 75   | 73   | 72   | 87   | 101  |

| 2021 | 2022 | - | - | - | - | - | - | - |
| ---- | ---- | - | - | - | - | - | - | - |
| 98   | 94   | - | - | - | - | - | - | - |

#### Pyramide des âges
En 2018, le taux de personnes d'un âge inférieur à 30 ans s'élève à 37,6 %, soit au-dessus de la moyenne départementale (36,7 %). À l'inverse, le taux de personnes d'âge supérieur à 60 ans est de 22,8 % la même année, alors qu'il est de 24,9 % au niveau départemental.
En 2018, la commune comptait 58 hommes pour 45 femmes, soit un taux de 56,31 % d'hommes, largement supérieur au taux départemental (48,50 %).
Les pyramides des âges de la commune et du département s'établissent comme suit.
| Hommes | Classe d’âge | Femmes |
| ------ | ------------ | ------ |
| 1,8    | 90 ou +      | 0,0    |
| 0,0    | 75-89 ans    | 0,0    |
| 24,6   | 60-74 ans    | 18,2   |
| 17,5   | 45-59 ans    | 25,0   |
| 14,0   | 30-44 ans    | 25,0   |
| 17,5   | 15-29 ans    | 13,6   |
| 24,6   | 0-14 ans     | 18,2   |

| Hommes | Classe d’âge | Femmes |
| ------ | ------------ | ------ |
| 0,5    | 90 ou +      | 1,6    |
| 5,6    | 75-89 ans    | 8,9    |
| 16,7   | 60-74 ans    | 18,1   |
| 20,2   | 45-59 ans    | 19,2   |
| 18,9   | 30-44 ans    | 18,1   |
| 18,2   | 15-29 ans    | 16,2   |
| 19,9   | 0-14 ans     | 17,9   |

## Culture locale et patrimoine

### Lieux et monuments
- L'église Saint-Maur est dotée un clocher-mur dont la cloche est classée au titre d'objet des monuments historiques depuis le 20 septembre 1943[37].

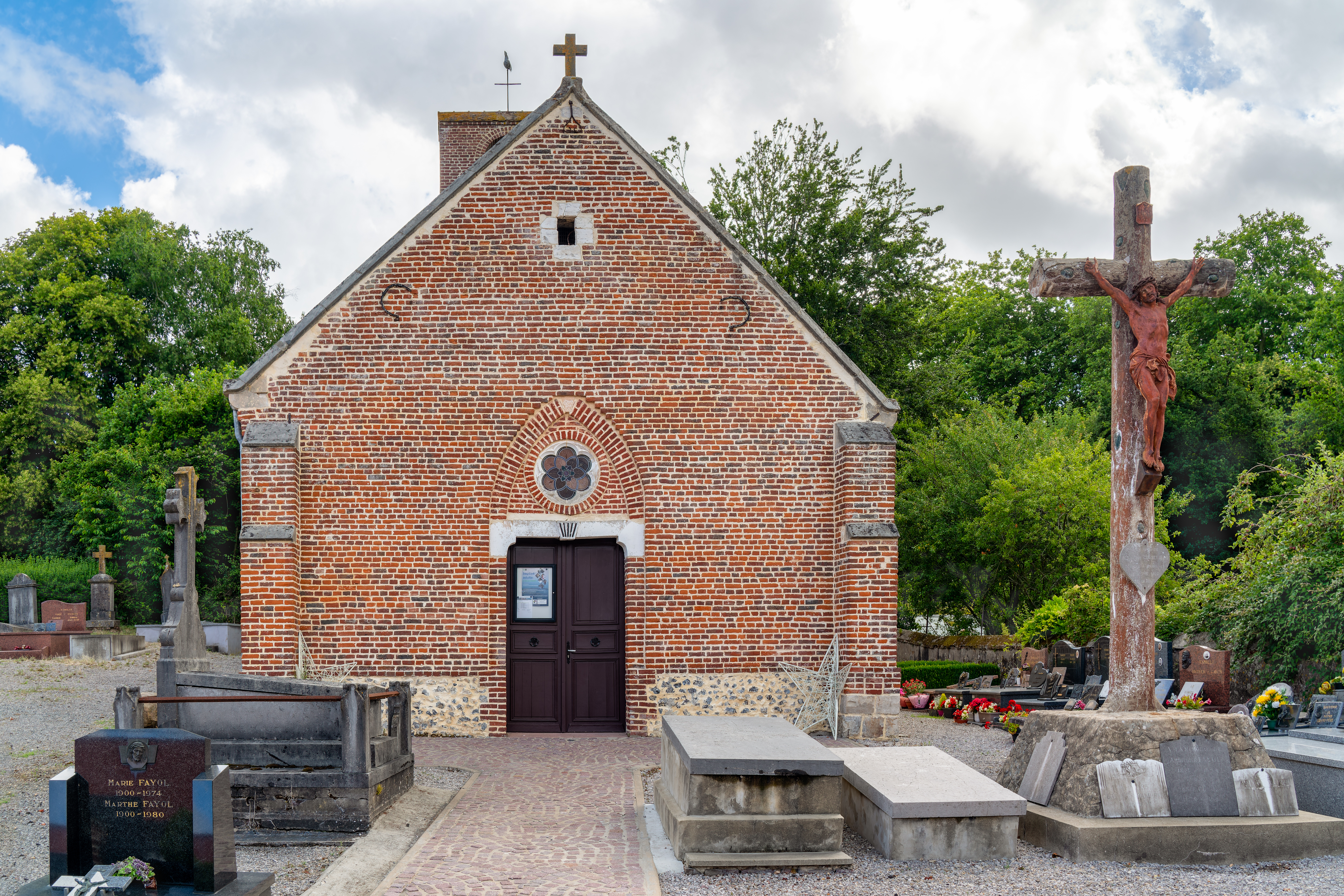
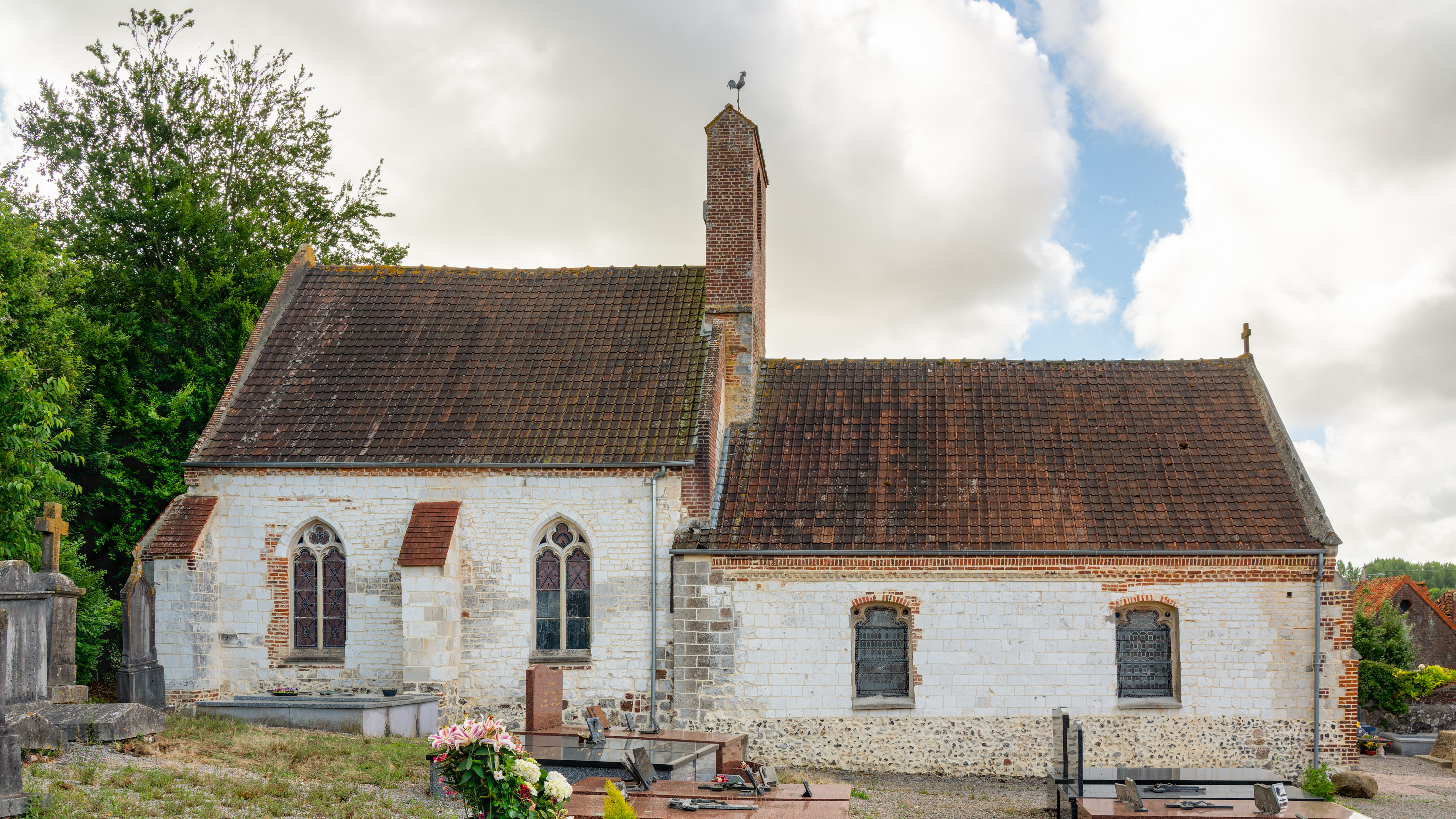
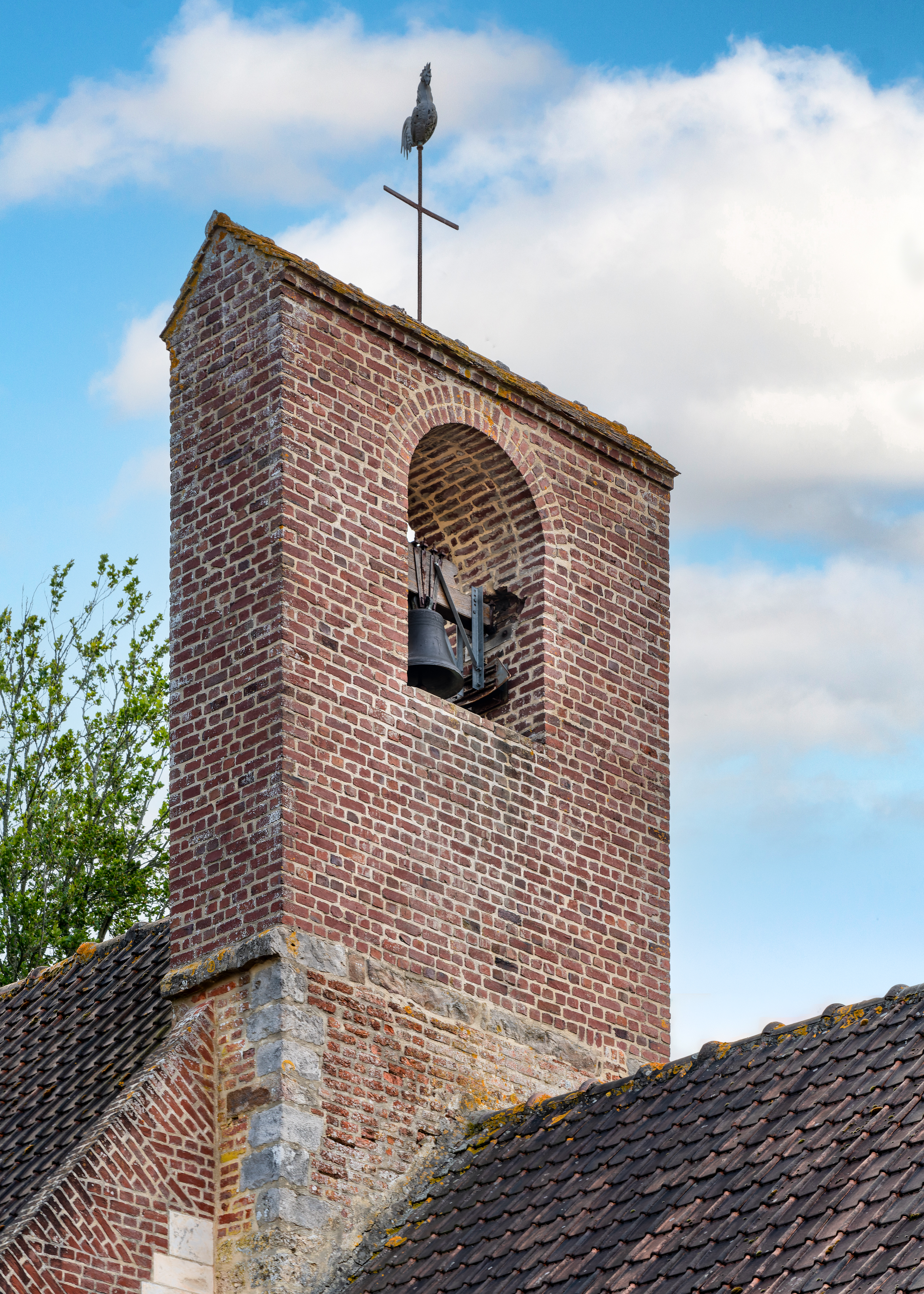

- Le monument aux morts[38].

### Héraldique
| Blason de Maresville | Blason  | D'azur au chevron d'or surmonté d'un croissant d'argent, accompagné en chef de deux anémones tigées et feuillées du même et en pointe d'un lion d'argent lampassé de gueules. |
| Blason de Maresville | Détails | Armes de François de Poilly, seigneur de la commune au XVIIe siècle. Le statut officiel du blason reste à déterminer.                                                         |

## Pour approfondir

#### Bases de données, dictionnaires et encyclopédies
- Ressources relatives à la géographie :   - Insee (communes)
  - Ldh/EHESS/Cassini
- Ressource relative à plusieurs domaines :   - Annuaire du service public français
- Notices d'autorité :   - BnF (données)